# Lill-Avatjärnen
Lill-Avatjärnen är en sjö i Skellefteå kommun i Västerbotten och ingår i Sävaråns huvudavrinningsområde.